# Blinded by Your Grace, Pt. 2
Blinded by Your Grace, Pt. 2 è un singolo del rapper britannico Stormzy, pubblicato il 14 dicembre 2017 come unico estratto dal primo album in studio Gang Signs & Prayer.

## Descrizione
Decima traccia dell'album, il brano ha visto la partecipazione vocale di MNEK, fortemente voluto da Stomrzy in quanto il suo stile vocale si adattava perfettamente alla musica.
Nel dicembre 2017 è stata pubblicata per il download digitale una versione acustica del brano realizzata con la partecipazione di Wretch 32 e Aion Clarke; tale versione è stata in seguito presentata sotto forma di videoclip, dove appare anche il cantautore Ed Sheeran.

## Video musicale
Il video musicale, diretto da Nez della Pulse Films e girato a Londra in bianco e nero, è stato pubblicato il 18 dicembre 2017 attraverso il canale YouTube del rapper e mostra quest'ultimo cantare il brano circondato da varie persone. Secondo quanto spiegato da Stormzy, l'idea di invitare persone a cantare il brano nasce con l'intento di mostrare il Regno Unito forte e orgoglioso nonostante le tragedie che lo hanno colpito durante il 2016.

## Tracce
Download digitale
1. Blinded by Your Grace, Pt. 2 (Acoustic) (feat. Wretch 32 & Aion Clarke) – 3:44

Download digitale – Live at the BRITs
1. Blinded by Your Grace, Pt. 2/Big for Your Boots (Live at the BRITs) – 4:40

## Classifiche
| Classifica (2017) | Posizione massima |
| ----------------- | ----------------- |
| Regno Unito       | 7                 |